# Lockheed WP-3D Orion

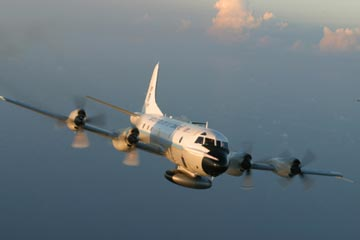
Lockheed WP-3D Orion za letu

Lockheed WP-3D Orion je letoun P-3 Orion upravený pro použití ve středisku provozu letadel amerického Národního úřadu pro oceán a atmosféru (NOAA). Existují pouze dva takto upravené letouny vybavené řadu funkcí pro získávání informací o počasí. Během sezóny hurikánů, jsou stroje WP-3D využívány jako lovci hurikánů.
Letoun slouží jako nosič průzkumných bezpilotních letounů Raytheon Coyote pro průzkum počasí a hurikánů, do kterých jsou vypouštěny.